# Daltonganj
Daltonganj è una suddivisione dell'India, classificata come municipality, di 71.307 abitanti, capoluogo del distretto di Palamu, nello stato federato del Jharkhand. In base al numero di abitanti la città rientra nella classe II (da 50.000 a 99.999 persone).

## Geografia fisica
La città è situata a 24° 1' 60 N e 84° 4' 0 E e ha un'altitudine di 214 m s.l.m..

## Società

### Evoluzione demografica
Al censimento del 2001 la popolazione di Daltonganj assommava a 71.307 persone, delle quali 37.920 maschi e 33.387 femmine. I bambini di età inferiore o uguale ai sei anni assommavano a 8.938, dei quali 4.655 maschi e 4.283 femmine. Infine, coloro che erano in grado di saper almeno leggere e scrivere erano 54.047, dei quali 30.556 maschi e 23.491 femmine.